# Jinchang

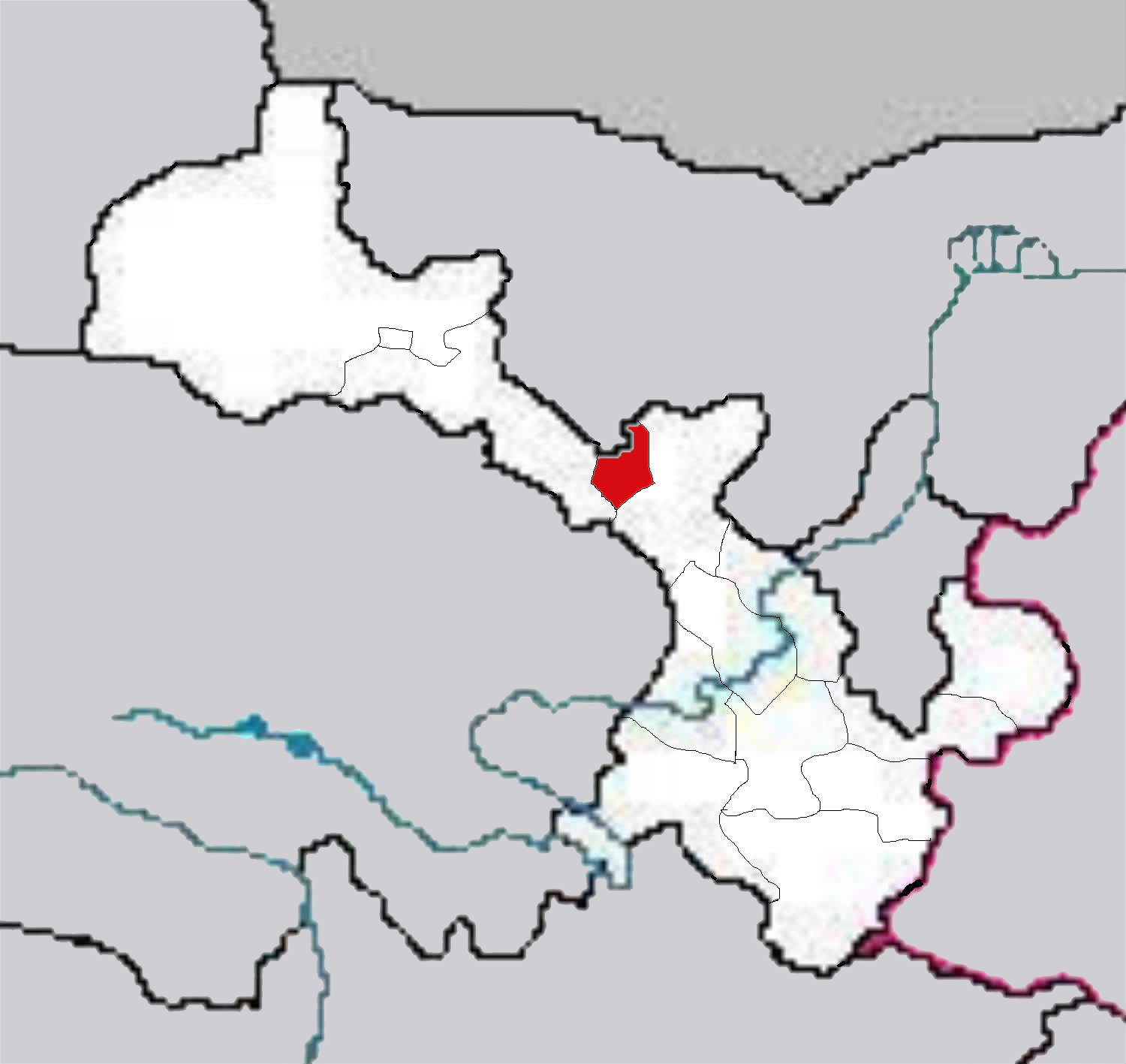
Localização de Jinchang em Gansu.

Jianchang (em chinês 金昌) é uma cidade da República Popular da China, localizada na província de Gansu.